# Одесский вестник
«Одесский вестник» — газета, выходившая в Российской империи в городе Одессе с 1827 года, два раза в неделю, на русском и французском языках («Journal d’Odessa»).

## История
С момента открытия «Одесского вестника» (5 января 1827 года), редактором русской части был Лёвшин, французской — Брунов; издание газеты было предпринято по распоряжению генерал-губернатора М. С. Воронцова и находилось в его ведении. 
С 1831 года русская часть была выделена в отдельную газету; редакторами которой были М. П. Розберг и А. Г. Тройницкий. 
В 1857 году «Одесский вестник» перешёл в ведение Ришельевского лицея, два профессора которого (А. М. Богдановский и А. И. Георгиевский) были назначены его редакторами. Издание сразу стало серьёзным общественным органом. Н. И. Пирогов поместил в газете за 1857 и 1858 годы ряд своих замечательных статей, а Орбинский и Савич впервые подняли вопрос о классическом и реальном образовании. Вскоре, однако, направление газеты было признано вредным, и она снова была отдана в ведение генерал-губернатора. 
С 1857 до 1871 года редактором был Николай Петрович Сокальский, с 1871 года его брат Пётр Петрович Сокальский, которому было передано и её издание. С 1876 года газету редактировал П. А. Зелёный, отдававший предпочтение земскому отделу; с 1885 года — С. Ю. Ломницкий, затем В. В. Кирхнер; с 1889 года, после трехмесячной приостановки — М. М. Арнольд. 
Сначала газета выходила дважды в неделю, с 1864 года стала выходить ежедневно; в 1880 году был прибавлен экономический отдел.
26 августа 1893 года издание газеты было прекращено.

## Современная газета
4 марта 1994 года в Одессе начала выходить муниципальная газета под названием «Одесский вестник», заявившая об исторической преемственности от газеты XIX века. Газета публиковала материалы на русском и украинском языках. Её издание было прекращено решением городского совета от 31 октября 2018 года.

## Приложения к изданию
При газете «Одесский вестник», в виде приложения издавались:
- В 1832—1840 годах — «Листки», ежемесячное издание общества сельского хозяйства Южной России.
- В 1832—1838 годах — «Литературные Листки», еженедельный журнал.
- В 1859 году — «Южный Сборник», учёно-литературный ежемесячный журнал под редакцией профессора Н. Максимова.

## Комментарии
1. 1 2  Так в источнике.